# Patrick Birocheau
Patrick Birocheau (né le 23 septembre 1955 à Bougie en Algérie) est un pongiste français, devenu entraineur national.

## Biographie
Il a fait partie des meilleurs joueurs français dans les années 1970 et 1980. Il a en particulier joué trois saisons dans le club du SAG Cestas TT entre 1988 et 1991. Il est champion d'Europe de double en 1980 avec Jacques Secrétin, et champion d'Europe par équipe en 1984. Ils seront également médaillés de bronze lors des Championnats du Monde en 1981.
Il a été de nombreuses fois médaillé lors des championnats de France entre 1976, année où il remporte le titre en simple messieurs et 1988 où il remporte le double avec Jean-Philippe Gatien. Il s'agissait de son deuxième sacre en deux ans avec Gatien, et deux fois aux dépens d'Olivier Marmurek, associé à Philip Boysantus puis Didier Barbereau. Il a participé aux jeux olympiques de Séoul en 1988.
Depuis 1998 il est entraineur national, et à ce titre il avait eu à gérer le passage des balles de 38 à 40 mm effectué juste après les Jeux Olympiques de Sydney.
L'une de ses premières décisions lors de sa prise de fonction a été de modifier les doubles masculins et d'associer Jean-Philippe Gatien à Patrick Chila et Christophe Legoût à Damien Eloi. Le premier duo sera l'un des meilleurs doubles français avec, notamment, une médaille de bronze lors des Jeux Olympiques de Sydney.